# Once Is Not Enough
Once Is Not Enough is een boek van schrijfster Jacqueline Susann uit 1973. Het was de op een na best verkopende roman van 1973 in de Verenigde Staten. In 1975 werd het boek verfilmd; Jacqueline Susann's Once Is Not Enough. De film werd geregisseerd door Guy Green en de hoofdrollen werden gespeeld door Kirk Douglas, Deborah Raffin, David Janssen en Brenda Vaccaro. Vaccaro werd genomineerd voor een Oscar als Best Supporting Actress voor haar rol als Linda Riggs.